# Manuel María Smith
Manuel María Smith Ybarra (Bilbao, 4 de enero de 1879-Guecho, 18 de agosto de 1956) fue un arquitecto español que realizó numerosas construcciones para la burguesía vasca. Es considerado el introductor del estilo inglés en el País Vasco. Promocionó la vivienda de baja densidad, considerándola la idónea para cualquier estrato social.

## Biografía
Segundo de siete hermanos, nació en la calle Ronda de Bilbao. Hijo de José M. Smith Arangüena, de ascendencia irlandesa, y Alejandra Ybarra Aldape. Fue alumno del colegio de jesuitas de Orduña, donde destaca por sus dotes para el diseño. En 1896 comenzó sus estudios de arquitectura en la Escuela de Arquitectura de Madrid, donde sobresalió por su excepcional capacidad. Recibió la medalla a alumno distinguido de la mano de Alfonso XIII en 1902. Acabó sus estudios en 1903, habiendo coincidido a lo largo de la carrera con Amann, Anasagasti, Ángel Líbano e Ismael Gorostiza.
Fundó Smith Arquitectos en la calle Gardoqui de Bilbao, para trasladarse posteriormente a la calle Luchana, donde aún se encuentran las oficinas del estudio. En 1936 se trasladó con su familia a Burdeos. A la vuelta, tras la guerra civil, se encontró con un País Vasco en ruinas. A partir de entonces desvió su obra más hacia la vivienda multifamiliar.

## Estilo
Arquitecto ecléctico, se expresaba con dominio en los estilos "montañés" y "neovasco" y además es considerado como el máximo introductor y representante del estilo inglés en el País Vasco, en especial de las variaciones del estilo Old English y del Reina Ana. La anglofilia vizcaína fue patente en diferentes ámbitos. La sociedad mostró su gusto por lo inglés en el deporte, la moda, en la proliferación de restaurantes y clubs y, por supuesto, en la arquitectura. Smith interpretó a la perfección las diferentes variantes de ese estilo de arquitectura y le dotó de un carácter que arraigó rápidamente dentro del sentir de la sociedad vasca.

## Aristocracia

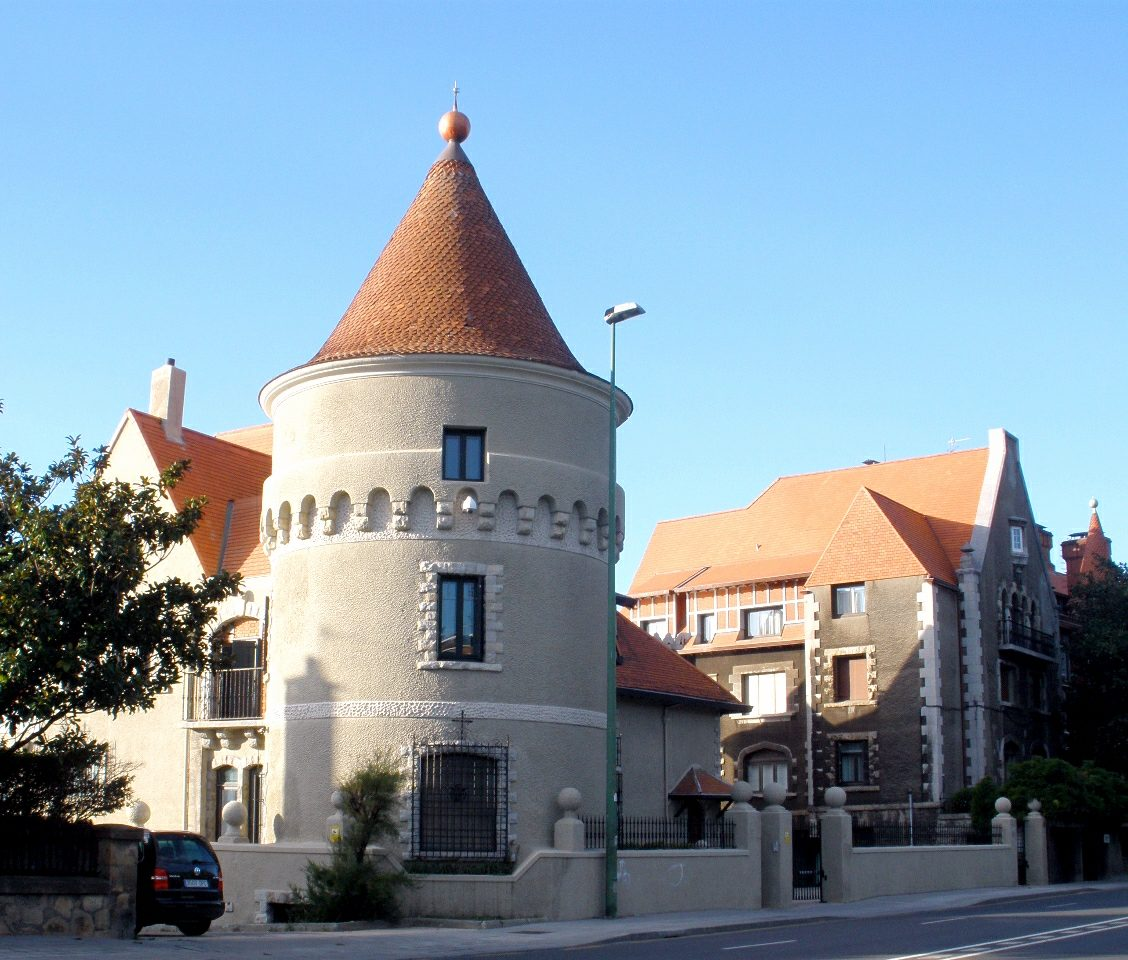
Casa de Luis Arana Urigüen en Las Arenas

Manuel María Smith fue el arquitecto más solicitado por la oligarquía vasca, súbitamente enriquecida por la explotación minera y toda la infraestructura industrial que se había generado a su alrededor y que, en las tres primeras décadas del siglo XX, ve la necesidad de modificar sus residencias para mostrar algo más acorde a su nuevo estatus. Su primer proyecto fue el de la vivienda de Restituto Goyoaga, directivo de Altos Hornos de Vizcaya, en Neguri. Poco después, comienzan las construcciones de los chalés de Neguri, obra promovida por la Sociedad de Terrenos de Neguri, cuyos promotores fueron José Isaac Amann y Bulfy, padre de su amigo Emiliano Amann y Amann; Daniel Aresti, para el que realizó diferentes encargos; y Valentín de Gorbeña.

En 1913 comenzaron las obras del nuevo campo del Athletic Club: el estadio de San Mamés, proyectado por él mismo.

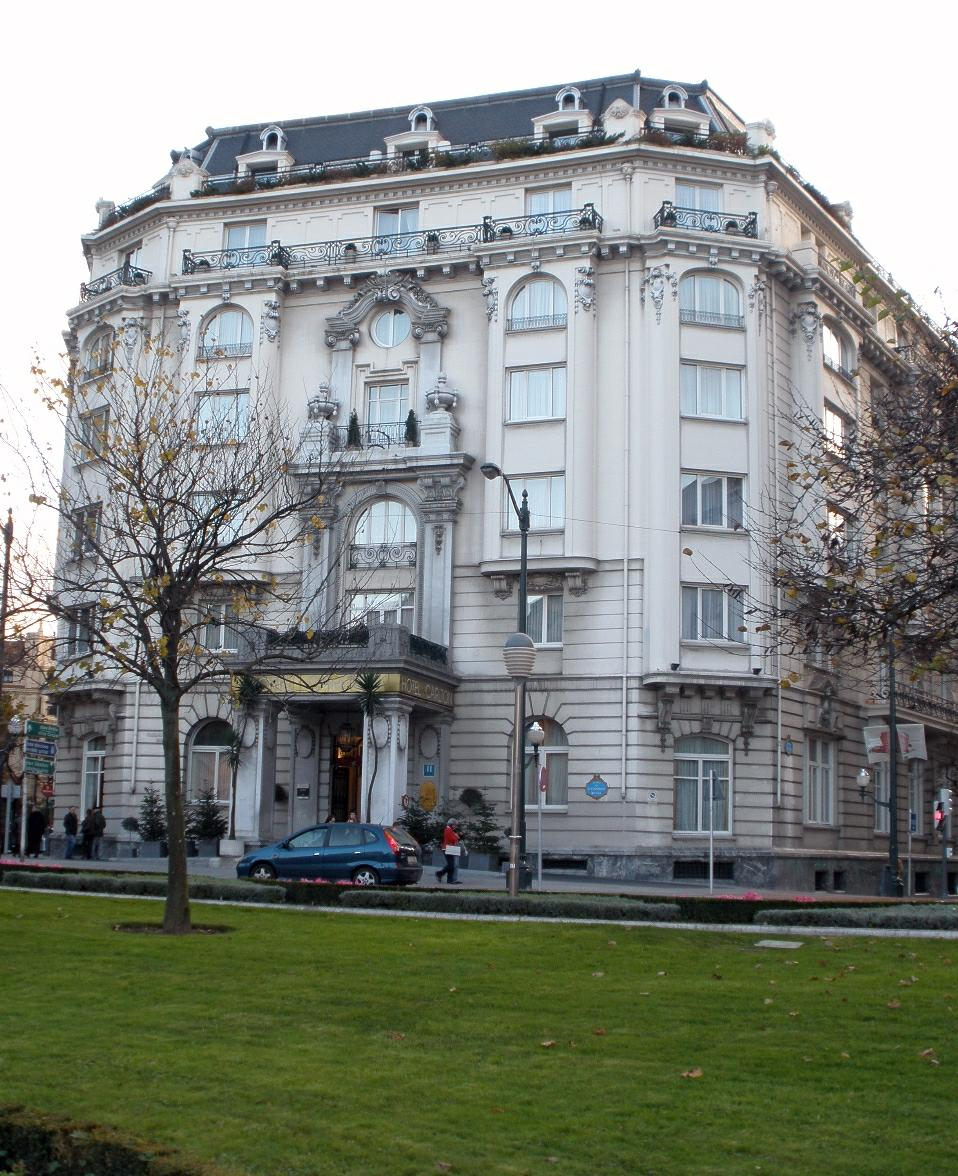
Hotel Carlton en Bilbao

Destaca también la nueva estación de Achuri de Bilbao (1913-1915), el "Tiro de Pichón" y la Residencia de Antonio Garay en Madrid. Dignas de mención son la casa de Carlos Lewison en el paseo del Puerto, en Neguri (Guecho), proyecto de 1908; la casa de Luis Arana, en Zugazarte (Guecho); el Palacio Kai-Alde, para Carmen Allende, igualmente en Zugazarte; el palacio de la familia Martínez Rivas, en Algorta; la casa de Emilio Ybarra (caserío Aizgoyen), el palacio Mudela, la reforma del palacio de Luis Lezama Leguizamón (sobre un proyecto original de José María Basterra) y el palacio de José Joaquín Ampuero, todos ellos en Neguri (Guecho), así algunos edificios destacados en Bilbao, como el Hotel Carlton o la casa de Ramón de la Sota.

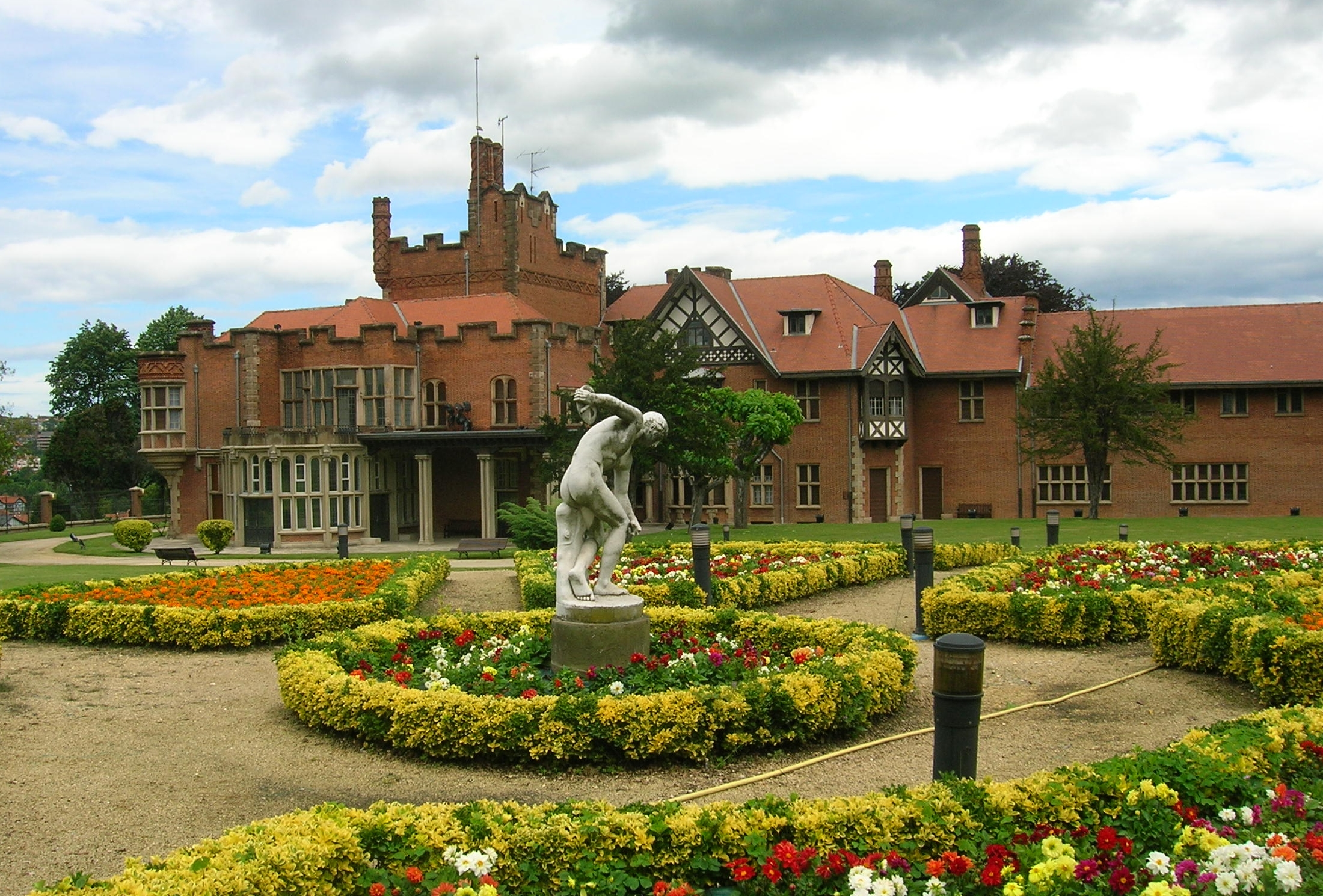
Palacio Artaza en Lejona

Smith mantenía además una relación laboral y de amistad con los directivos de Altos Hornos de Vizcaya: Víctor Chávarri y Anduiza (hijo de Víctor Chávarri y Marqués de Triano), Goyoaga, etc. Con Víctor Chávarri, mantuvo una estrecha relación aún fuera del círculo de Altos Hornos. Primero, en 1913 le encargó el edificio de la Sociedad de Golf de Neguri. Chávarri supervisó directamente las obras. Meses después, en 1914, le presentó el proyecto para su residencia en Lejona: el Palacio Artaza, considerada su obra cumbre. El edificio se ubica en un amplio solar irregular de casi 300 000 m², topográficamente accidentado, localizado en el arenal de Artaza, que es el que el nombre a la casa. Los terrenos fueron subastados por el Estado en 1894 y adquiridos por la familia de Chávarri. Fue la esposa de este, María Josefa Poveda y Echagüe, quien eligió este emplazamiento privilegiado para edificar la que sería su residencia.

## Vivienda obrera

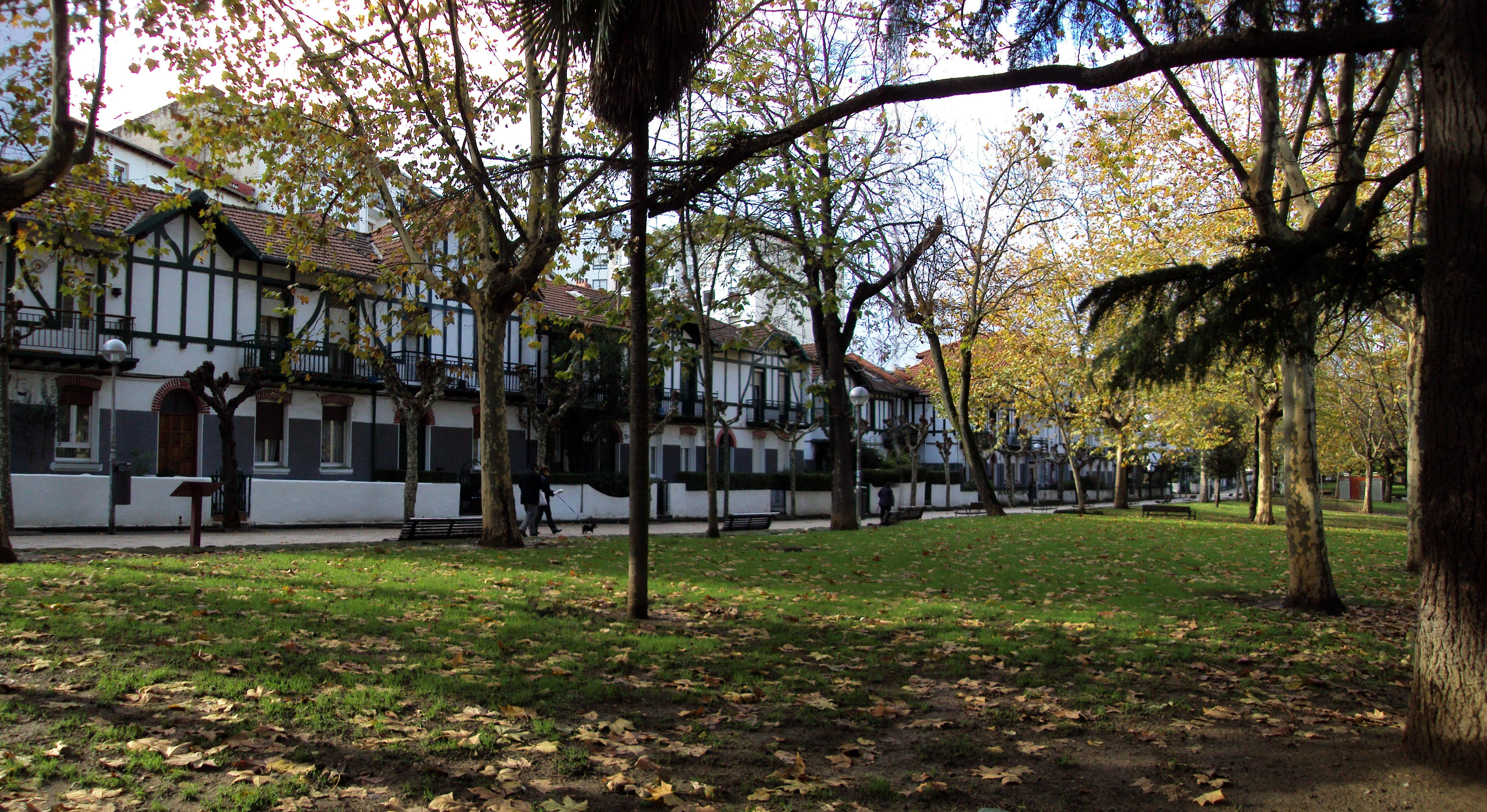
Promoción de Casas Baratas (1ª fase) de Altos Hornos de Vizcaya construidas en 1916 en el barrio de San Vicente de Baracaldo

Aunque Manuel María Smith demostró estar al corriente de la vivienda obrera que se realizaba en otros países, no se dedicó a ella con demasiada devoción. Su amplia clientela de círculos burgueses ocupaba gran parte de su tiempo. No obstante, después de la Guerra Civil se dedicó con más ahínco a este capítulo. Proyectó cinco barrios obreros, aunque sólo se llegaron a construir dos de ellos, ambos en Baracaldo: las casas baratas de Altos Hornos de Vizcaya, en San Vicente, y las casas para obreros de la fábrica Rica Hermanos, en el barrio de Irauregui. También a este apartado pertenecen unas de sus obras de mayor impacto, las viviendas de la plaza de Guernica.

## Obras
- Palacio Artaza de Víctor Chávarri y Anduiza (Lejona)

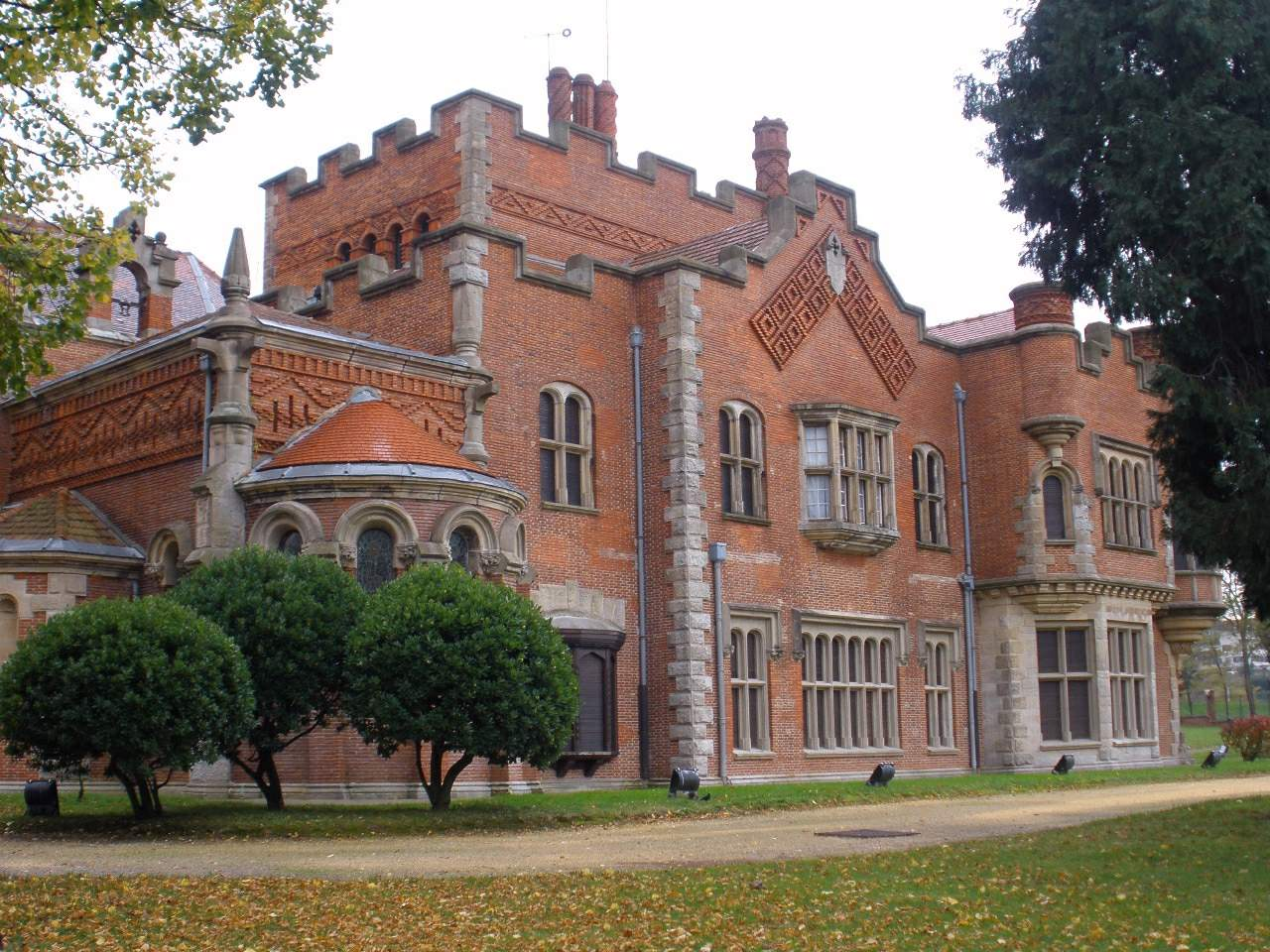
Palacio Artaza

- Remodelación del Palacio Lezama Leguizamón (Guecho)

- Palacio Ampuero (Guecho)

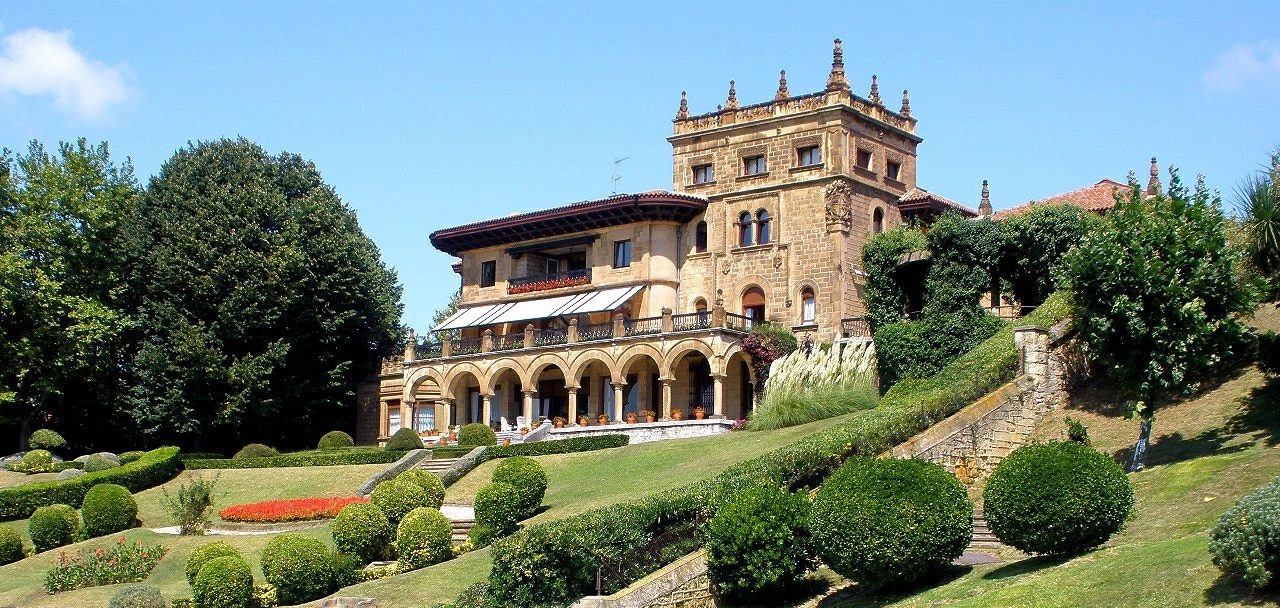
Palacio Lezama Leguizamón

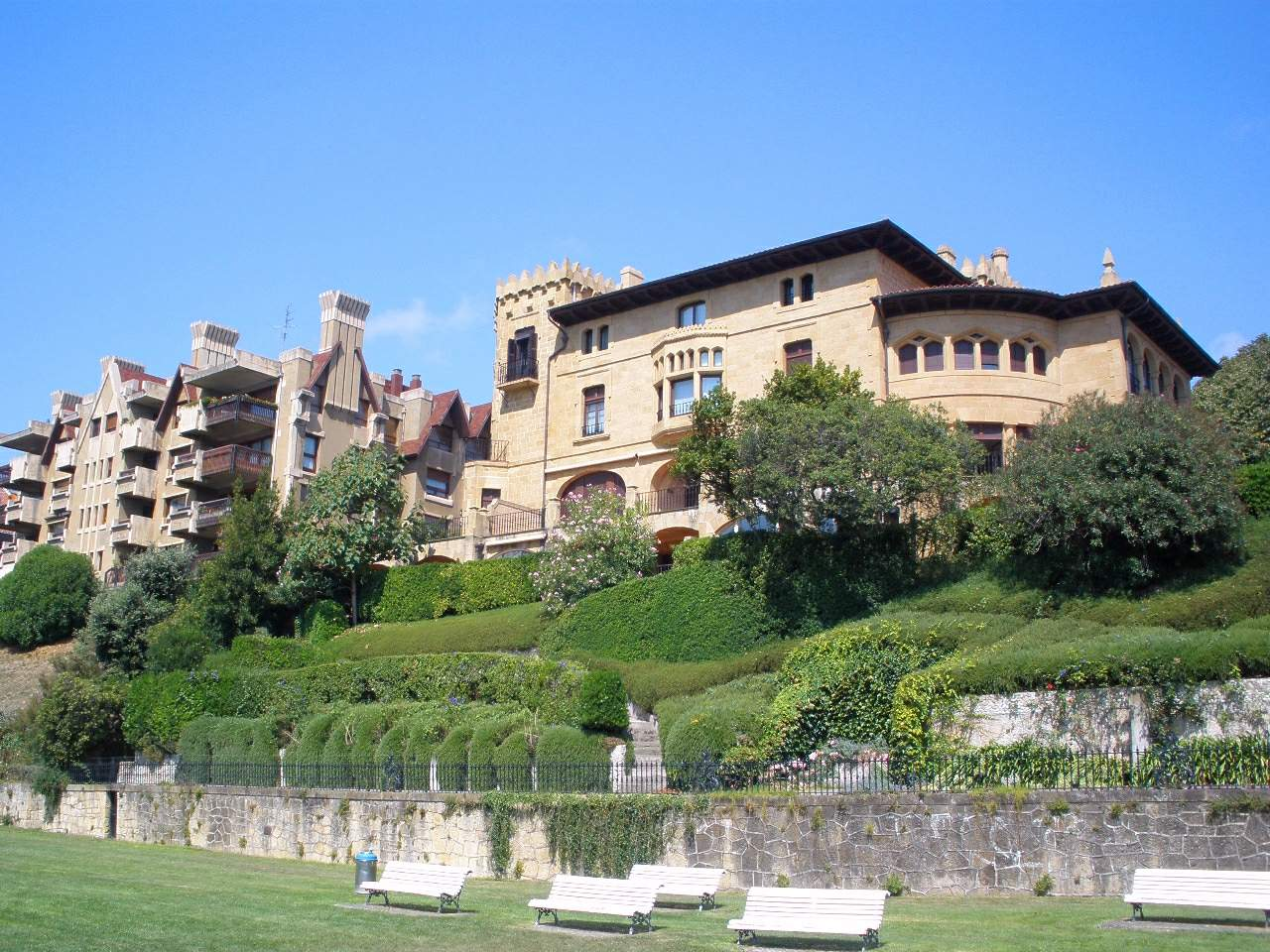
Palacio Ampuero

- Palacio del Marqués de Olaso (Guecho)

- Palacete de Villa Ariatza (Guecho)

- Casa Kai Alde (Guecho)

- Palacio de Santa Clara (Guecho)

- Palacio Bake Eder (Guecho)

- Casa Cisco (Guecho)

- Casa de Aitzgoyen (Guecho)

- Hotel Carlton (Bilbao)

- Estadio de San Mamés (Bilbao)

- Estación de Atxuri (Bilbao)

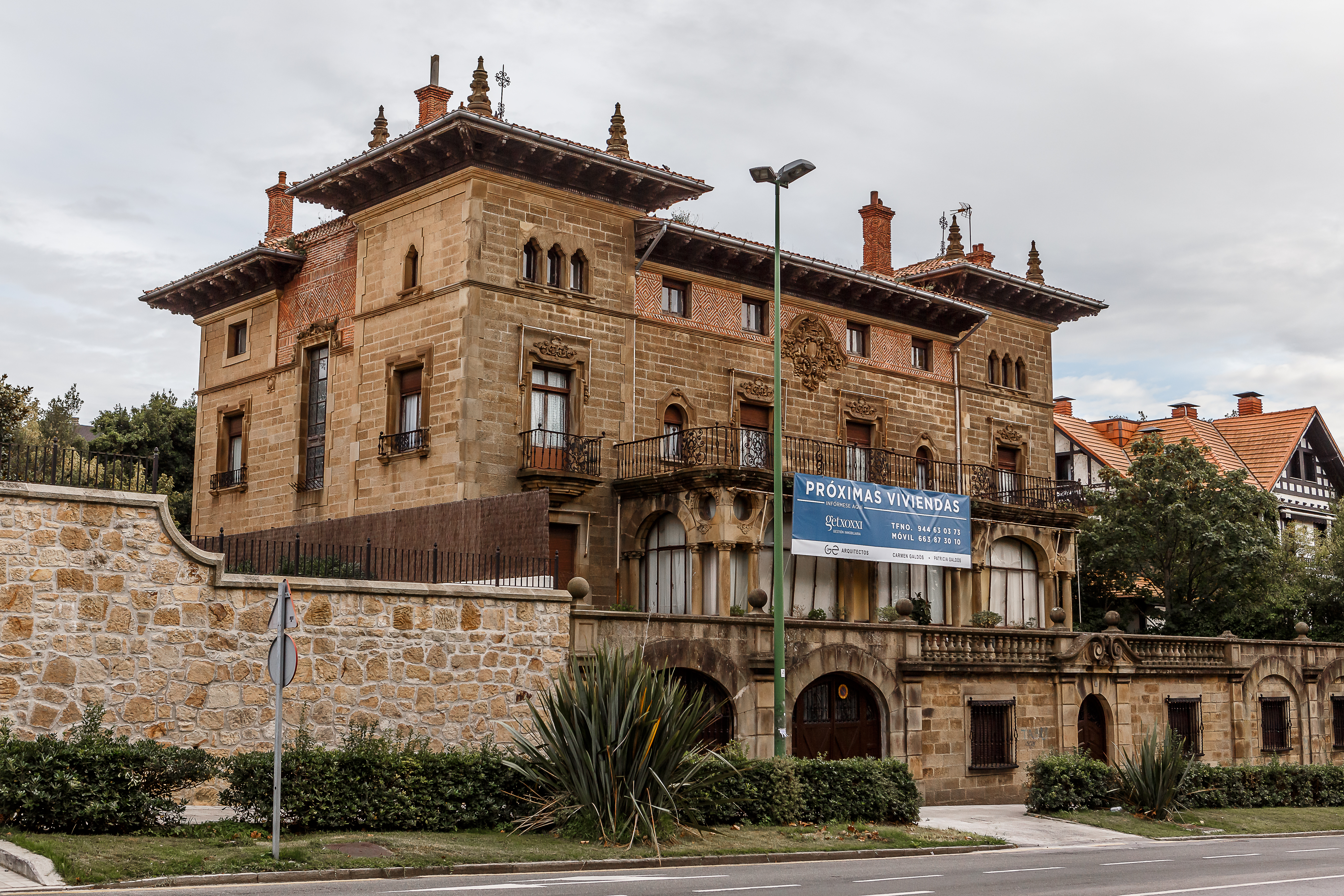
Palacio del Marqués de Olaso

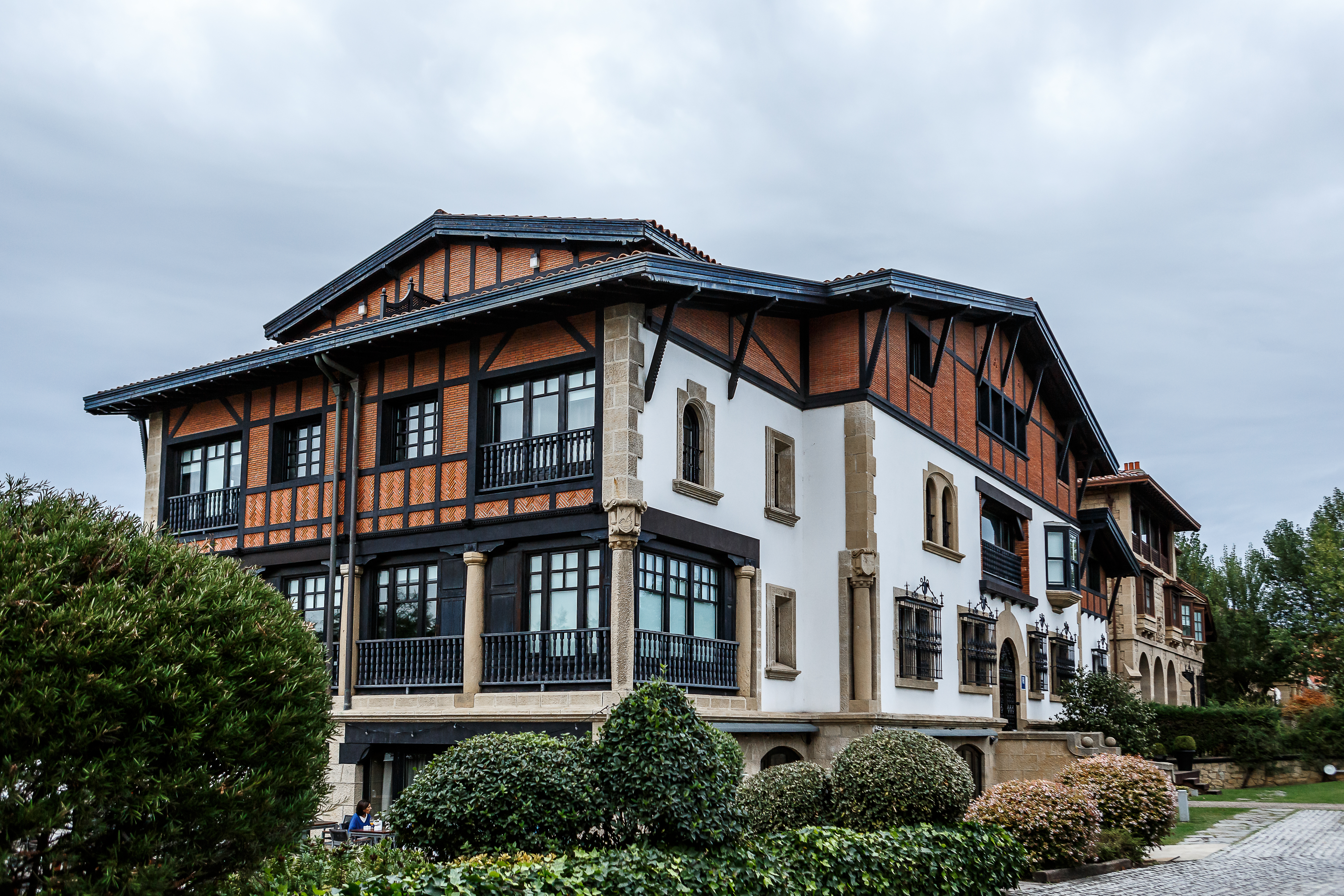
Villa Ariatza

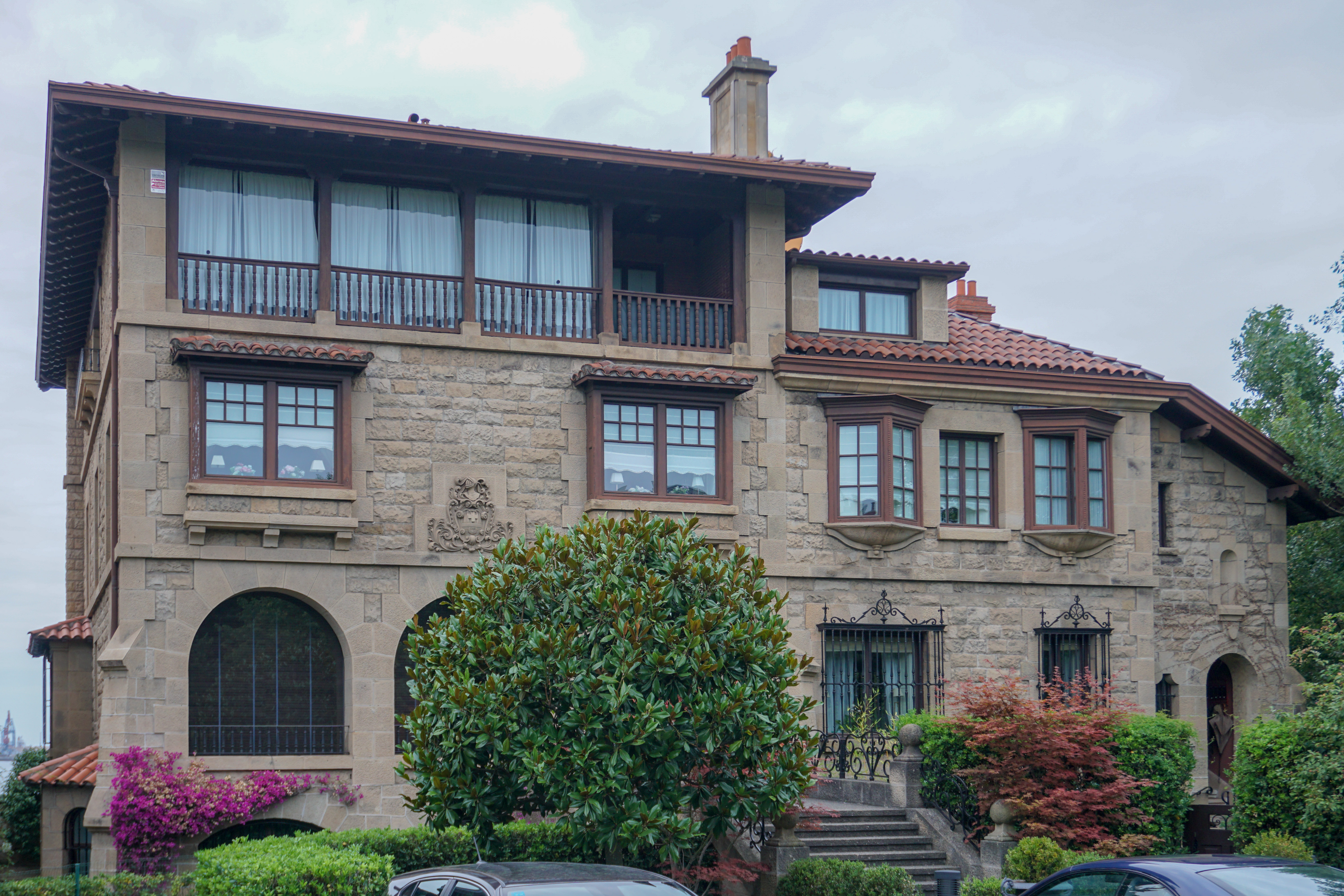
Casa Kai Alde

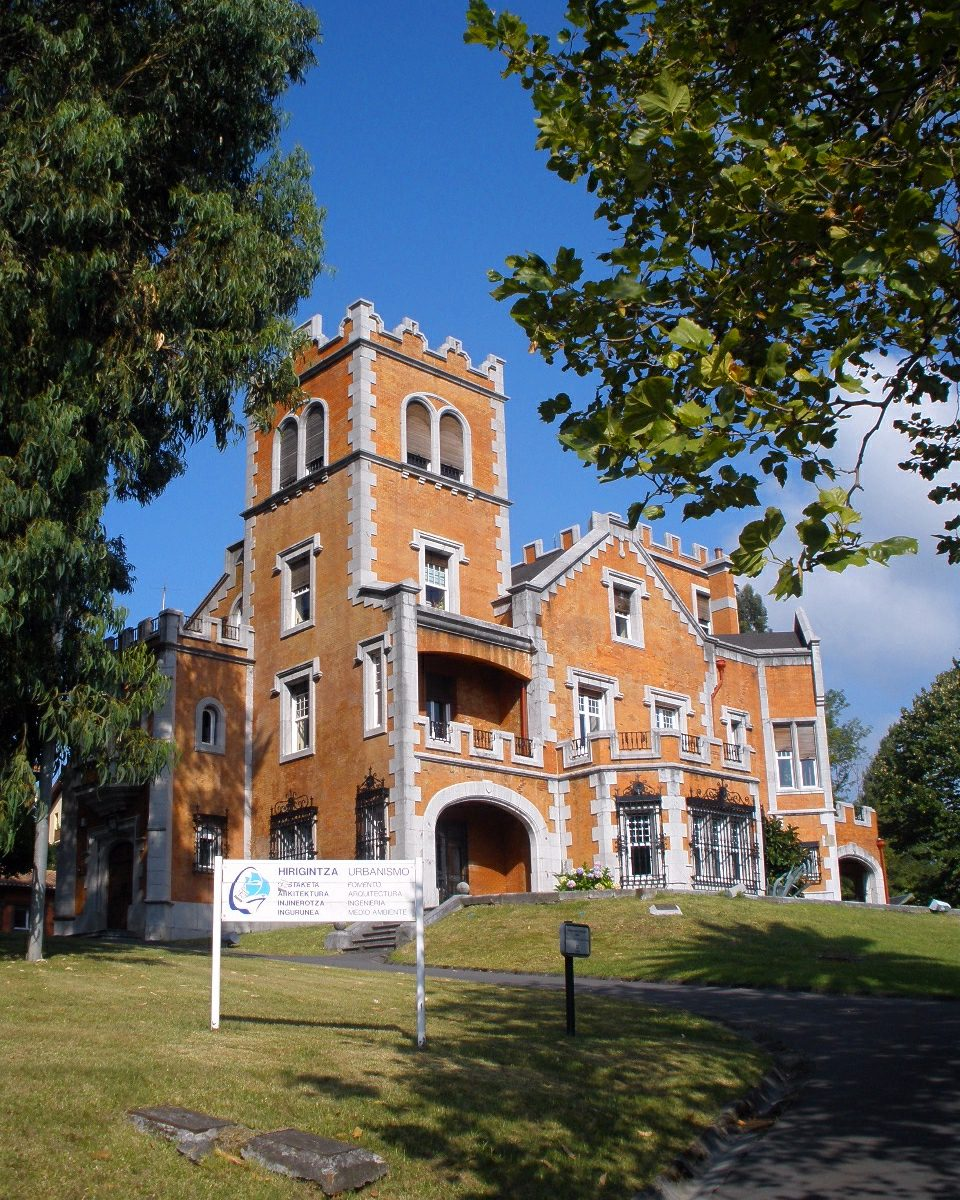
Palacio Santa Clara

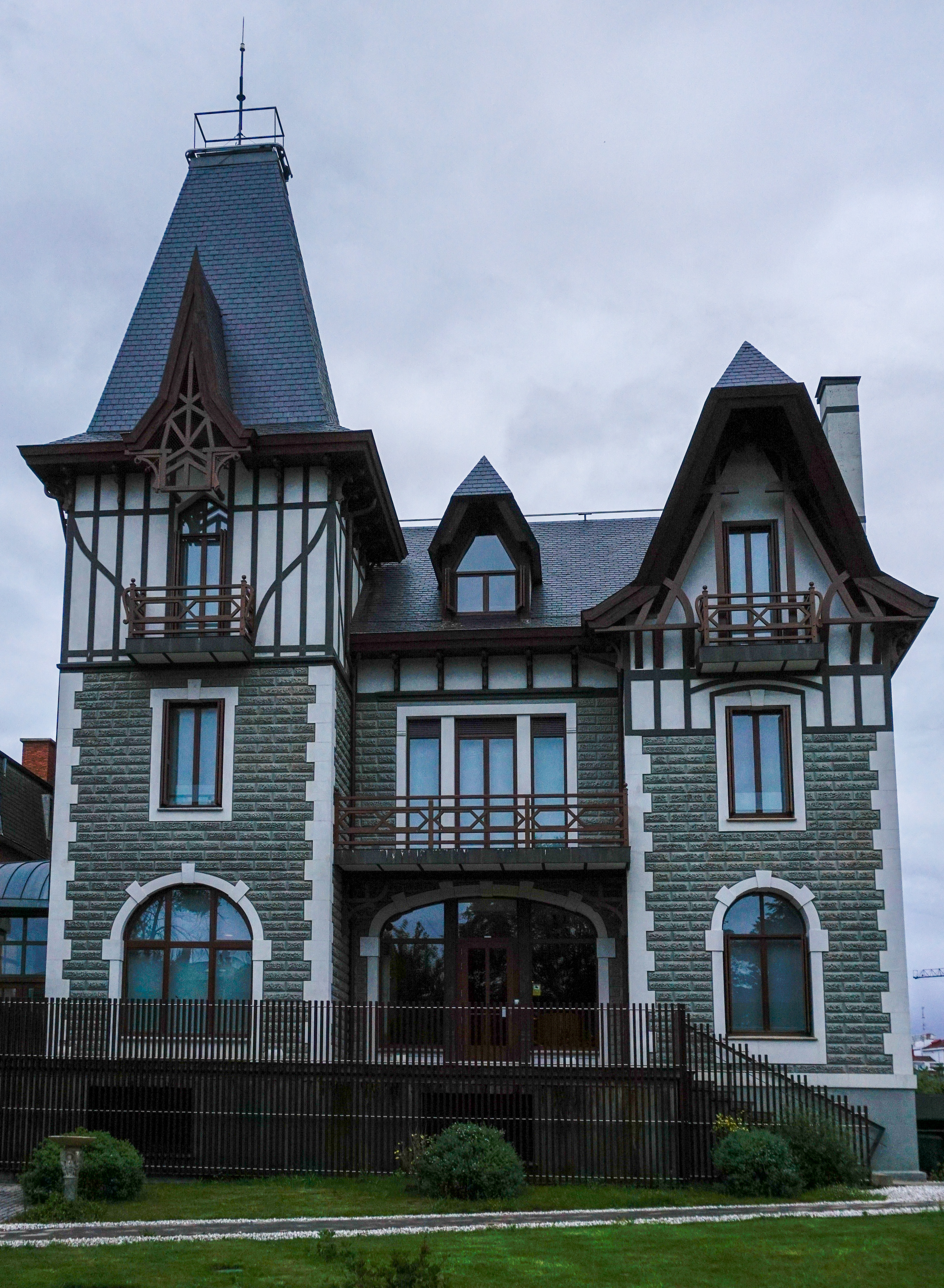
Bake Eder

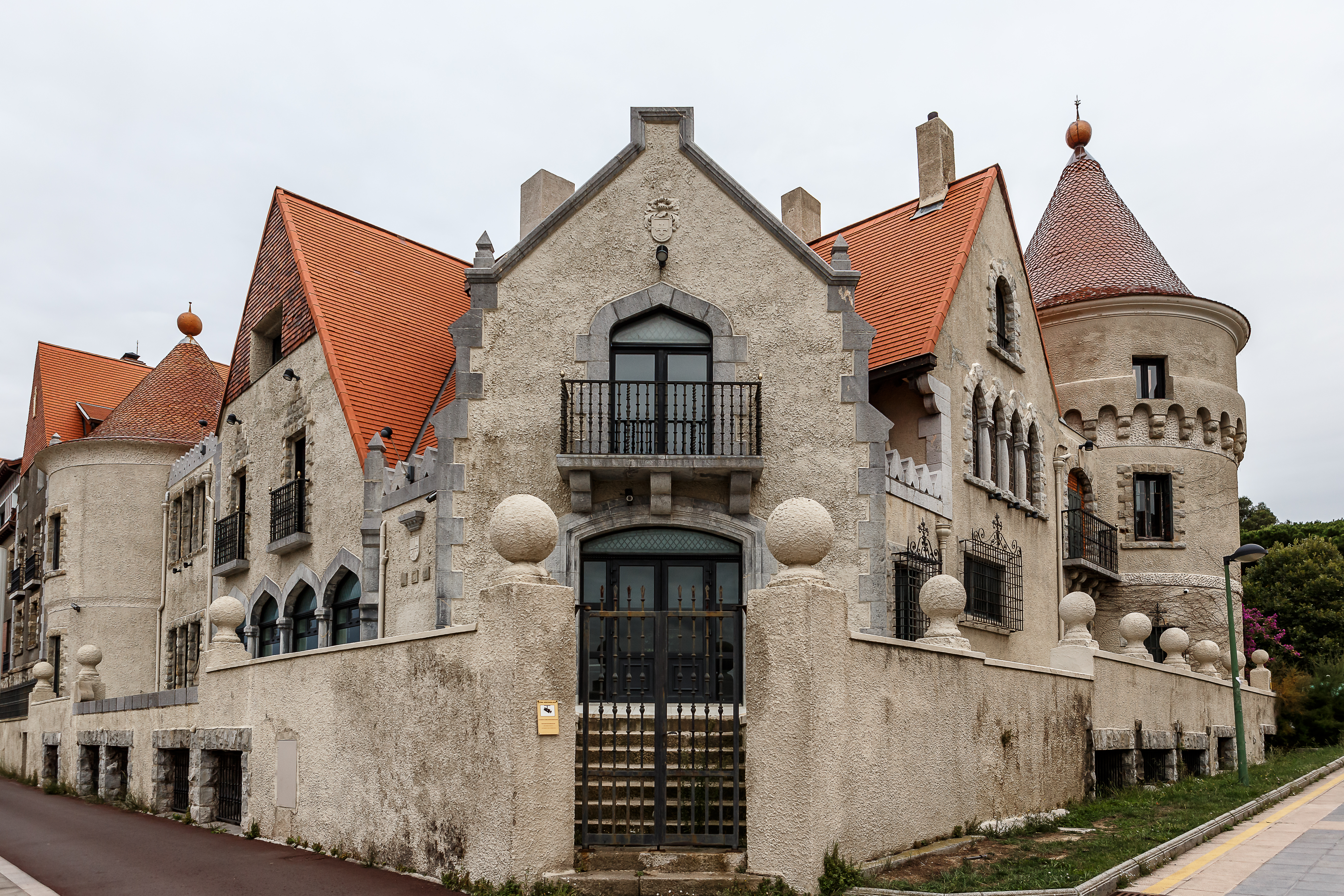
Casa Cisco

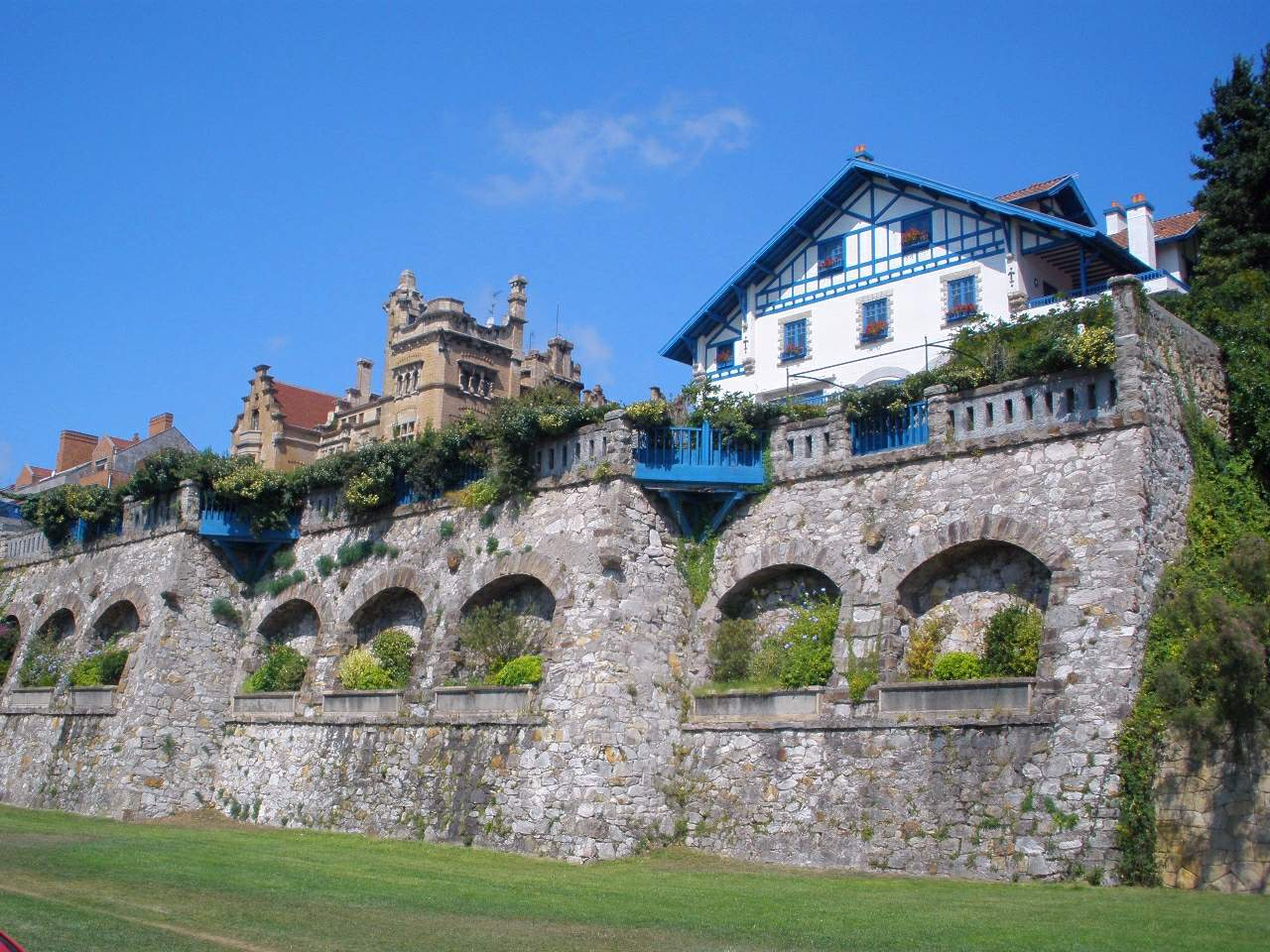
Casa Aitzgoyen

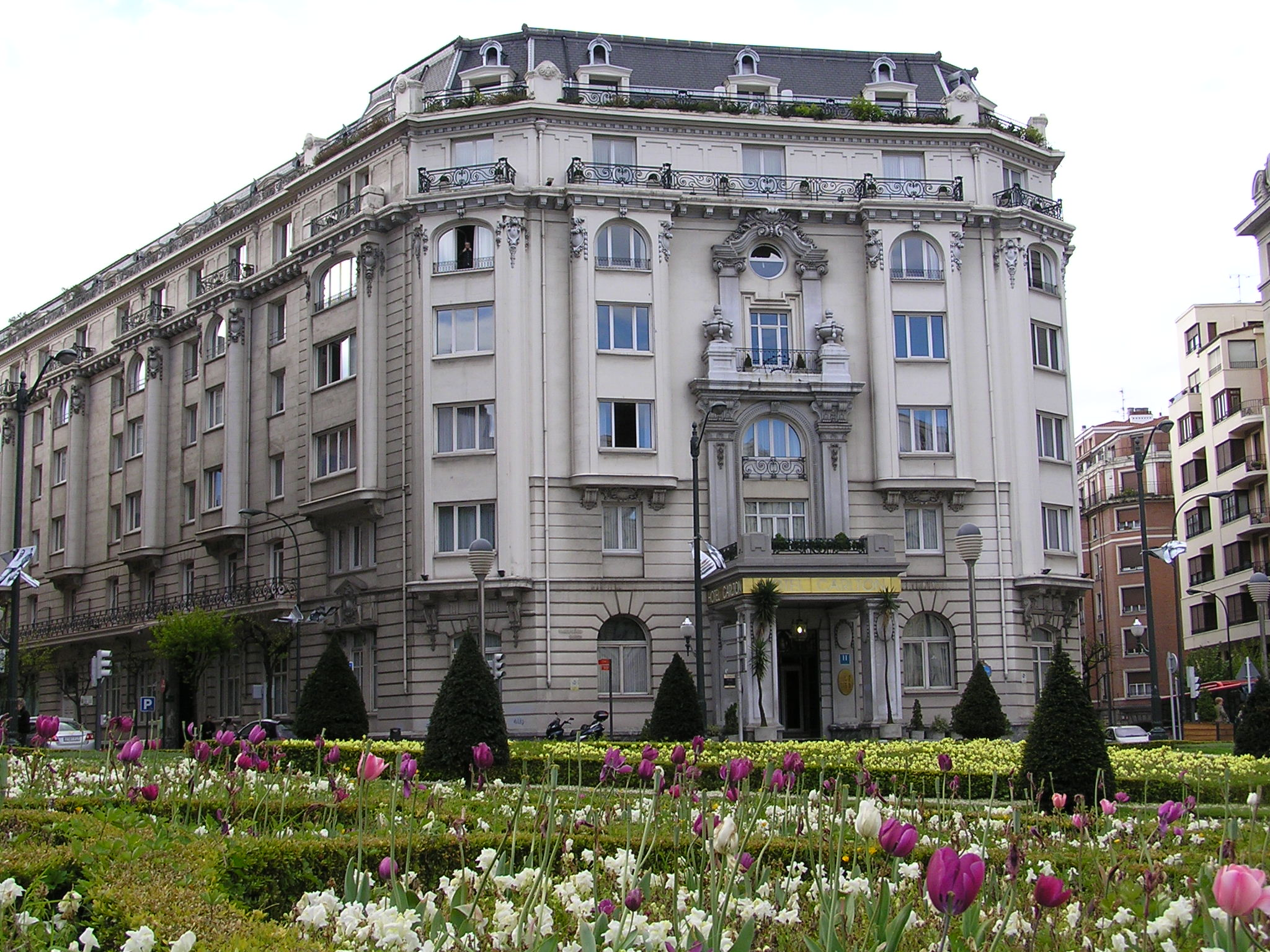
Hotel Carlton

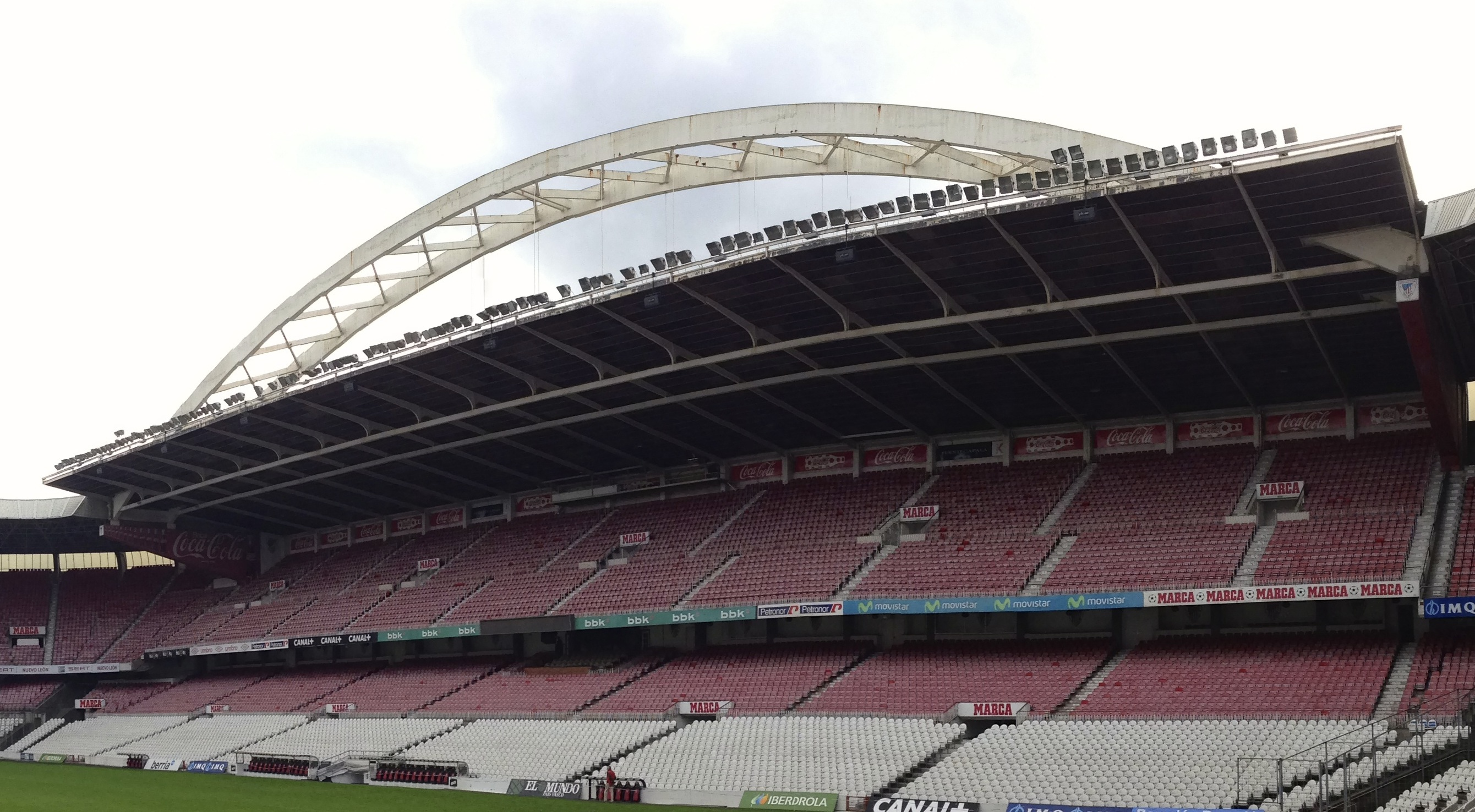
Estadio de San Mamés poco antes de ser demolido

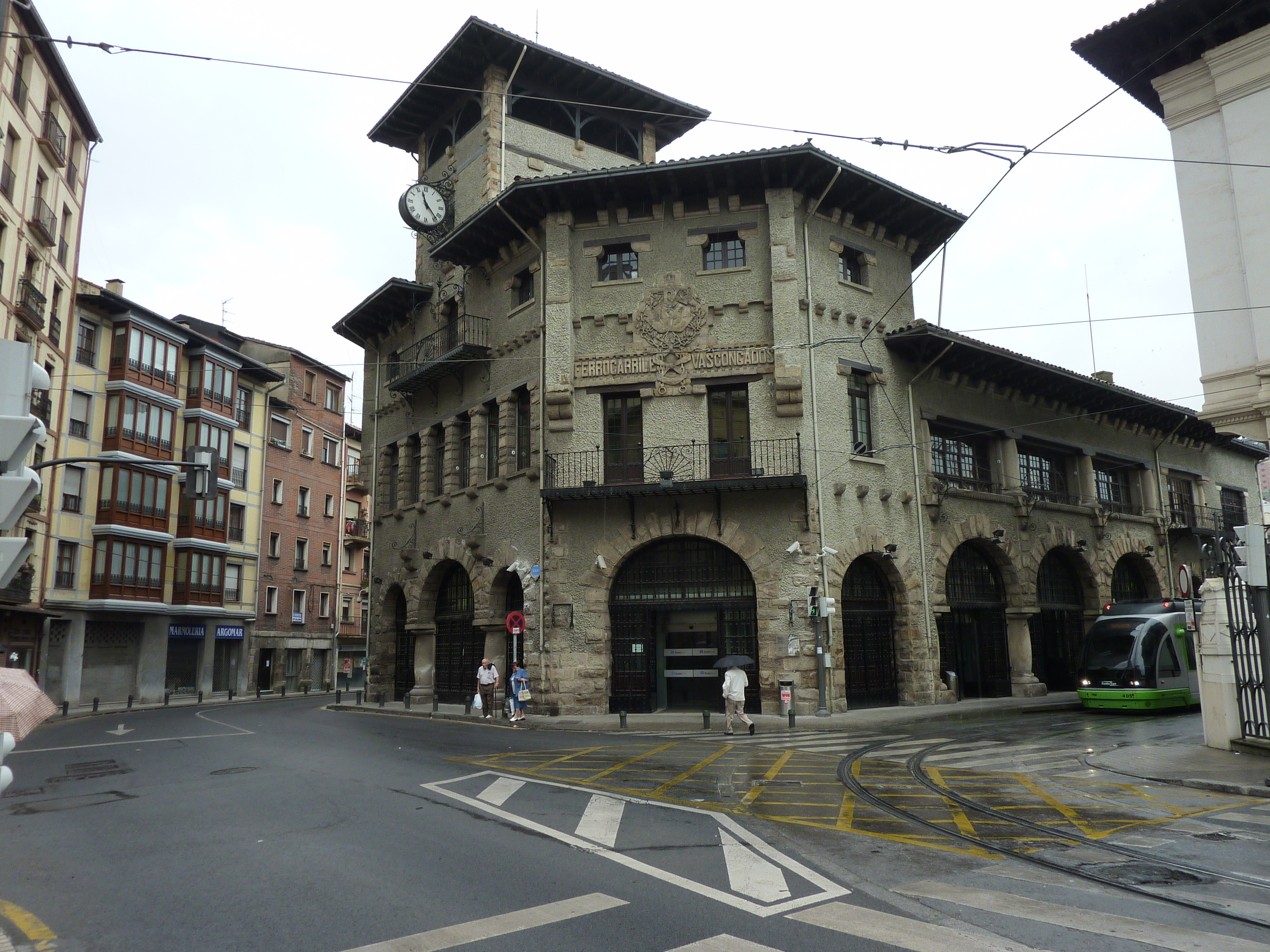
Estación de Atxuri

- Edificio de oficinas Sota Aznar (Bilbao)

- Edificio Sota (Bilbao)

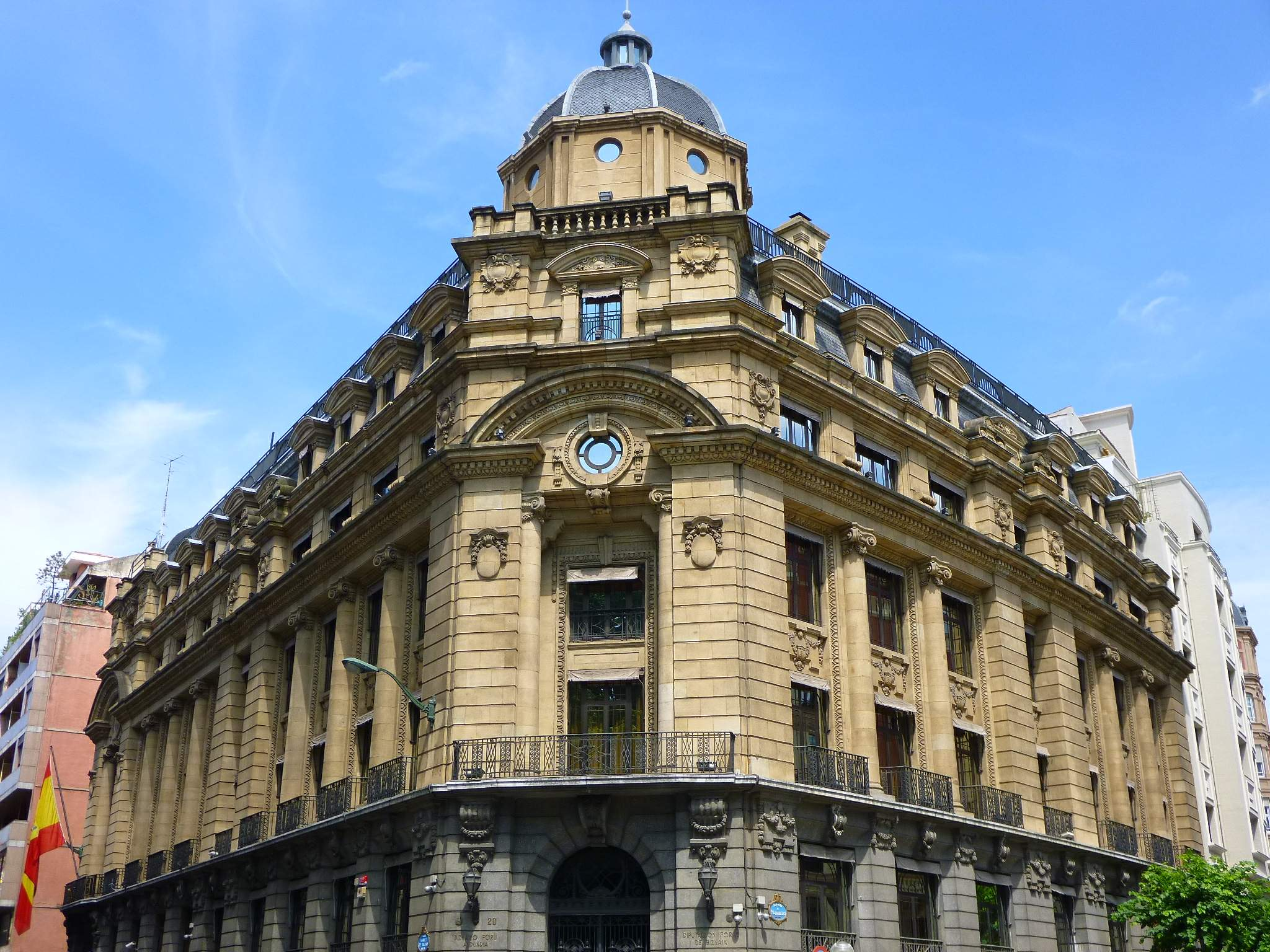
Edificio Sota Aznar

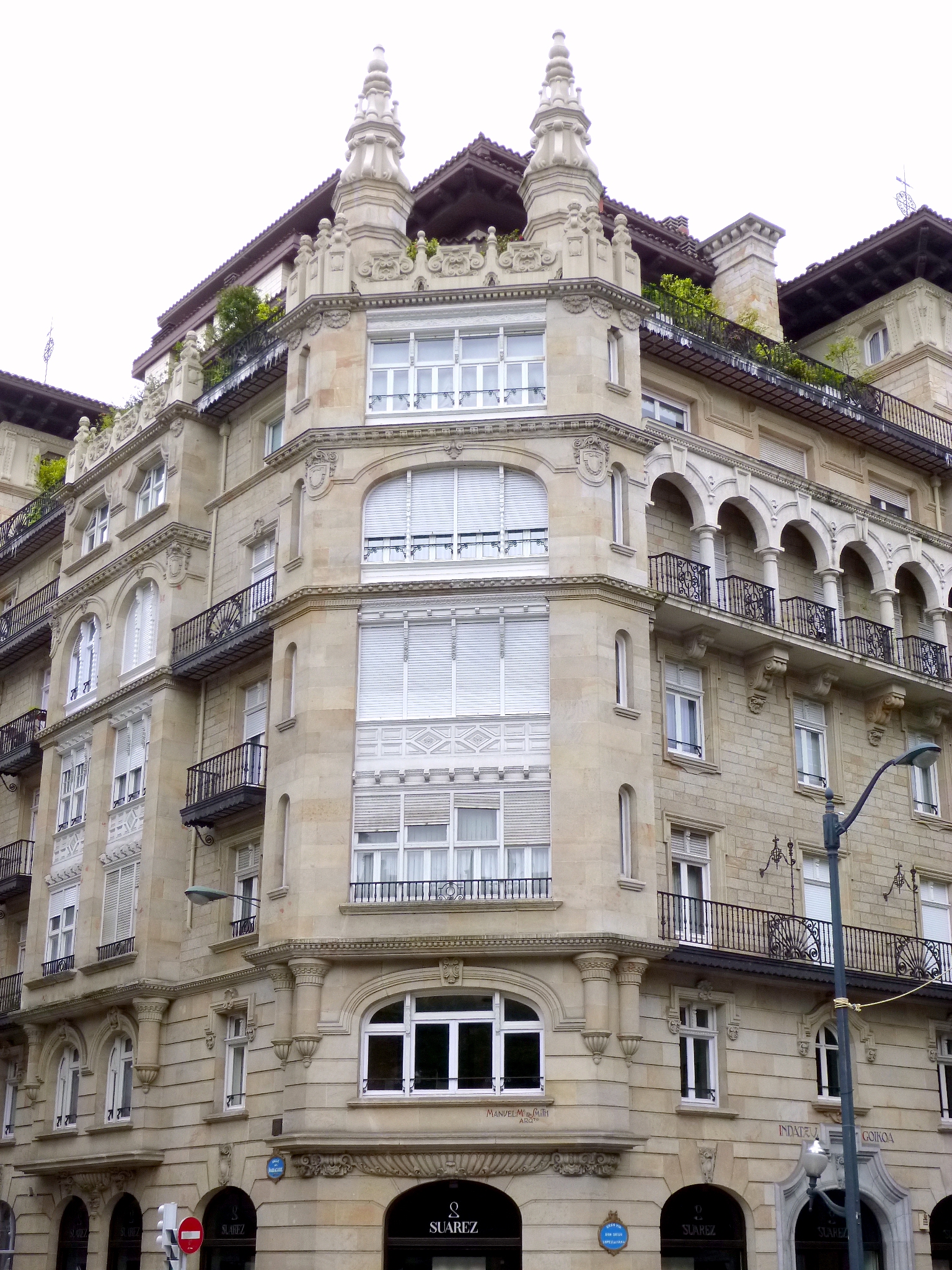
Casa Sota

- Residencia de Antonio Garay (Madrid)

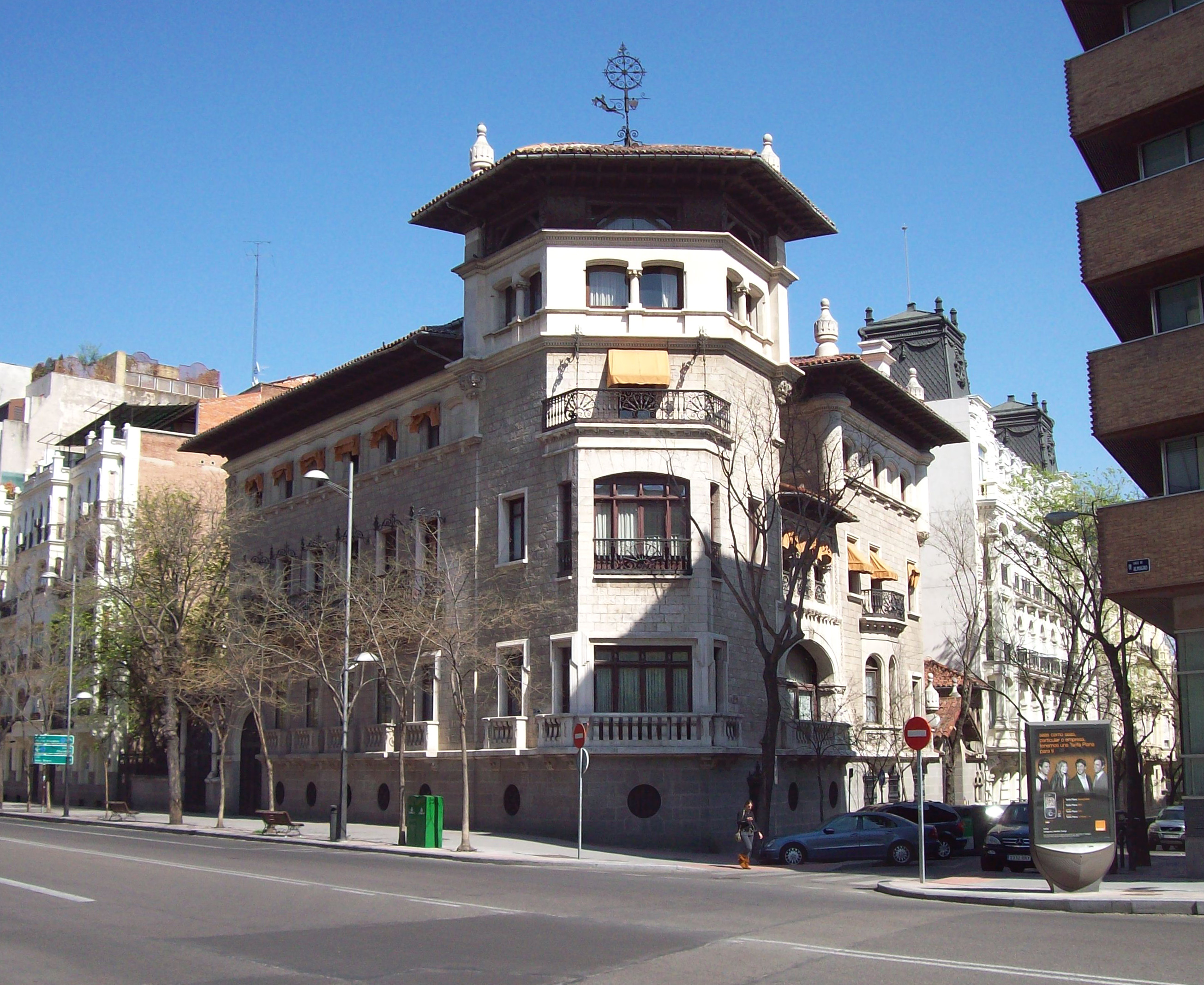
Casa Garay (Madrid), actual sede del Colegio de Ingenieros de Caminos Canales y Puertos

- Stadium para la Exposición Iberoamericana de 1929 (Sevilla)
- Casa de Simón Saráchaga (Orduña)
- Iglesia San José, junto con el arquitecto Marcelino Arrupe (Durango)
- Palacio de Eduardo Aznar, marqués de Bérriz (Bérriz)